# Grande Arène d'or
Le Grande Arène d'or,, (serbo-croate : Velika zlatna arena ; serbe : Велика златна арена) est la récompense suprême du Festival du film de Pula. Le prix est attribué au meilleur film.
Le festival décerne par ailleurs des Arènes d'or pour le meilleur acteur, la meilleure actrice, meilleur réalisateur, meilleur scénariste…

## Palmarès
- 1954 : Vesna de František Čáp
- 1955 : Trenutki odločitve de František Čáp
- 1956 : Traqués par les SS (sh) (Ne okreći se, sine) de Branko Bauer
- 1957 : Le Pope Ćira et le Pope Spira de Soja Jovanović
- 1958 : H-8 (sh) de Nikola Tanhofer (sh)
- 1959 : Train sans horaire ( Vlak bez voznog reda) de Veljko Bulajić
- 1960 : L'Enfer nazi de France Štiglic
- 1961 : Balada o trubi i oblaku (sh) de France Štiglic
- 1962 : Kozara de Veljko Bulajić
- 1963 : Licem u lice (sh) de Branko Bauer
- 1964 : Službeni položaj (sh) de Fadil Hadžić (sh)
- 1965 : Prométhée de l'île (Prometej s otoka Viševice) de Vatroslav Mimica et Tri de Aleksandar Petrović
- 1966 : Lundi ou mardi (sh) (Ponedeljak ili utorak) de Vatroslav Mimica
- 1967 : J'ai même rencontré des tziganes heureux (Skupljači perja) de Aleksandar Petrović
- 1968 : Quand je serai mort et livide (Ponedeljak ili utorak) de Živojin Pavlović
- 1969 : Nizvodno od sunca (sh) de Fedor Škubonja (sh)
- 1970 : Lisice (sh) de Krsto Papić
- 1971 : Blé rouge (Crveno klasje) de Živojin Pavlović
- 1972 : Le Maître et Marguerite (Maestro i Margarita) de Aleksandar Petrović
- 1973 : La Cinquième Offensive (Sutjeska) de Stipe Delić (en)
- 1974 : Užička republika (sh) de Žika Mitrović (sh)
- 1975 : Kuća (sh) de Bogdan Žižić (en)
- 1976 : Idealist (sh) de Igor Pretnar
- 1977 : Ne naginji se van (sh) de Bogdan Žižić (en)
- 1978 : L'Occupation en 26 images (Okupacija u 26 slika) de Lordan Zafranović
- 1979 : Trofej (sh) de Karolj Viček
- 1980 : La Couronne de Petria (Petrijin venac) de Srđan Karanović
- 1981 : La Chute de l'Italie (Pad Italije) de Lordan Zafranović
- 1982 : pas de prix décerné
- 1983 : Zadah tela de Živojin Pavlović
- 1984 : L'Espion des Balkans (Balkanski špijun) de Dušan Kovačević et Božidar Nikolić
- 1985 : Papa est en voyage d'affaires (Otac na službenom putu) d'Emir Kusturica
- 1986 : Bonne Année 49 (Srećna nova 49) de Stole Popov
- 1987 : Déjà vu (Već viđeno) de Goran Marković
- 1988 : Zivot sa stricem de Krsto Papić
- 1989 : Point de rencontre (Sabirni centar) de Goran Marković
- 1990 : Gluvi barut (sh) de Bahrudin Čengić (en)
- 1991 : festival annulé
- 1992 : Priča iz Hrvatske (sh) de Krsto Papić
- 1993 : Kontesa Dora (sh) de Zvonimir Berković (sh)
- 1994 : compétition annulée
- 1995 : Isprani (sh) de Zrinko Ogresta (sh)
- 1996 : Comment la guerre a commencé sur mon île (Kako je počeo rat na mom otoku) de Vinko Brešan
- 1997 : Mondo Bobo (sh) de Goran Rušinović (en)
- 1998 : Kad mrtvi zapjevaju (sh) de Krsto Papić
- 1999 : Bogorodica (sh) de Neven Hitrec
- 2000 : Le Fantôme de Tito (Maršal) de Vinko Brešan
- 2001 : Polagana predaja (sh) de Bruno Gamulin
- 2002 : Fine mrtve djevojke de Dalibor Matanic
- 2003 : Tu (sh) de Zrinko Ogresta
- 2004 : Duga mračna noć (sh) d'Antun Vrdoljak
- 2005 : Što je Iva snimila 21. listopada 2003. (sh) de Tomislav Radic
- 2006 : Sve džaba (sh) d'Antonio Nuic
- 2007 : Živi i mrtvi (sh) de Kristijan Milic
- 2008 : Ničiji sin (sh) d'Arsen A. Ostojic
- 2009 : Metastaze (sh) de Branko Schmidt
- 2010 : Neka ostane među nama de Rajko Grlić
- 2011 : Kotlovina (sh) de Tomislav Radić
- 2012 : Pismo ćaći (sh) de Damir Čučić
- 2013 : Obrana i zaštita (sh) de Bobo Jelčić
- 2014 : Broj 55 (sh) de Kristijan Milić
- 2015 : Soleil de plomb (Zvizdan) de Dalibor Matanić
- 2016 : S one strane de Zrinko Ogresta
- 2017 : Kratki izlet (sh) de Igor Bezinović
- 2018 : Mali (sh) d'Antonio Nuić
- 2019 : Dnevnik Diane Budisavljević (sh) de Dana Budisavljević
- 2020 : Tereza37 de Danilo Šerbedžija
- 2021 : Plavi cvijet (hr) de Zrinko Ogresta
- 2022 : Zbornica de Sonja Tarokić
- 2023 : Veće od traume de Vedrana Pribačić